# 柱茎风毛菊
柱茎风毛菊（学名：Saussurea columnaris）是菊科风毛菊属的植物，为中国的特有植物。分布在中国大陆的西藏、云南、四川等地，生长于海拔3,200米至4,670米的地区，多生于高山草甸以及多石山坡，目前尚未由人工引种栽培。